# Ferenczy Tibor (rendőrtiszt)
Ferenczy Tibor (Debrecen, 1881. június 27. – Budapest, 1943. január 3.) magyar rendőrtiszt, főkapitány, országgyűlési képviselő.

## Élete
1881-ben született régi Szabolcs vármegyei nemesi család leszármazottjaként, római katolikus vallásban; apja Hajdú vármegye főszolgabírája volt. Középiskoláit szülővárosában, Temesváron és Iglón végezte, majd Budapesten és Berlinben folytatott jogi tanulmányokat. Budapesten szerezte meg jogi és államtudományi diplomáját, de időközben elvégezte a lipcsei kereskedelmi főiskolát is.
1904-ben joggyakornokként kezdte meg szakmai pályáját, a budapesti táblabíróságon, majd 1907-ben az aradi törvényszékre került bírósági jegyzőnek. 1912-ben ugyanott királyi alügyésszé nevezték ki, 1914-től pedig a debreceni ügyészségen folytatta működését, mint királyi ügyész.
Az első világháború kitörésekor mint tartalékos huszárhadnagy vonult be katonai szolgálatra; részt vett az olasz, az orosz és a román frontokon is több ütközetben; katonai érdemeiért elnyerte mindkét Signum Laudist a kardokkal, illetve a II. osztályú porosz királyi Vaskeresztet is.
A háború után, 1920-ban pályájának új szakasza kezdődött: rendőrfőtanácsos lett Debrecenben, majd 1924-től a szombathelyi kerületi rendőr-főkapitányság vezetőjévé nevezték ki. E minőségében nyolc éven át folyamatosan részt vett Vas, Zala, Győr és Sopron vármegyék, valamint Győr és Sopron városok törvényhatósági életében.
1932-ben budapesti rendőrfőkapitánnyá nevezték ki, és öt éven keresztül, 1937-ig közmegelégedésre töltötte be e tisztséget. Működési időszakához a fővárosi rendőrség sok kiváló teljesítménye, ugyanakkor sok szociális intézkedés is fűződik. Ez idő alatt jelentős szakirodalmi tevékenységet is kifejtett – főként rendőrségi szaklapokban –, továbbá a fővárosi rendőrtiszti karnak nem csupán hivatali minőségében volt kiváló irányítója, de a személyi állomány szakképzettségének, kulturális és testi fejlesztésének terén is. Több külföldi tanulmányúton képviselhette a hazai rendészeti hatóságokat: 1930-ban Antwerpenben vett részt az ottani nemzetközi rendőri és bűnügyi kongresszuson, 1936-ban pedig egy lengyelországi tanulmányúton vezette a magyar küldöttséget.
1939-ben az országos politikába is bekapcsolódott: az az évi országgyűlési választásokon parlamenti mandátumot szerzett a Magyar Élet Pártja színeiben, a debreceni választókerületben.